# Света Богородица (Добромирово)
„Света Богородица Източен петък Балаклия“ (на македонска литературна норма: „Света Богородица Источен Петок Балаклија - Добромирово“) е православен манастир в община Демир Хисар, Северна Македония.
Манастирът е разположен в източните склонове на рида на Бигла Илиница, на мястото на бившето село Добромирово, на 3 km от известния Слепченски манастир. Манастирът е възобновен в средата на XX век. Според археологическите проучвания на мястото му е имало средновековна църква. Открити са гробове с каменни плочи. Католиконът е изграден на по-малка площ от старите основи в 1970 година. Изградени са и нови два конака.